# Мы, женщины
Мы, женщины (исп. Nosotras las mujeres) — мексиканский драматический телесериал 1981 года производства Televisa.

## Создатели телесериала

### В ролях
- Сильвия Дербес — Альма
- Беатрис Шеридан — Эдна
- Марта Рот — Моника
- Сония Фурио —  Ивонн
- Анита Бланч —  Беатрис
- Фернандо Ларраньяга — Мануэль
- Эдуардо Норьега —  Агустин
- Мария Рохо — Ана
- Клаудио Обрегон — Луис Мариано
- Серхио Хименес —  Макс
- Кета Лават — Аида
- Адриана Парра — Эстела
- Лурдес Канале —  Мария
- Алехандро Тамайо —  Фелипе
- Пабло Феррель — Эмилио
- Альберто Инсуа — Антонио
- Мария Фернанда Айенса —  Алисия
- Эстебан Сильер —  Саломон
- Магда Родригес —  Малена
- Исмаэль Агилар —  Марио
- Мирра Сааведра —  Элизабет
- Ребека Рамбаль —  Марсела
- Хильберто Хиль — Мигель
- Херардо Пас — Эдуардо
- Патрисия Рентерия —  Роса
- Хосе Луис Падилья —  Рамон
- Эрик дель Кастильо —  Мануэль
- Хавьер Марк —  Максимилиано
- Энрике Ортис —  Эрнесто
- Клаудио Гусман —  Элиса

### Административная группа
- оригинальный текст: Сальвадор Харамильо
- режиссёр-постановщик: Хулио Кастильо
- продюсер: Ирене Сабидо